# Dwars door Vlaanderen 2025
Dwars door Vlaanderen 2025 – 79. edycja wyścigu kolarskiego Dwars door Vlaanderen, która odbyła się 2 kwietnia 2025 na liczącej ponad 184 kilometrów trasie z Roeselare do Waregem. Impreza kategorii 1.UWT była częścią UCI World Tour 2025.

## Uczestnicy

### Drużyny
| WorldTeams (18)- Lidl-Trek - Alpecin-Deceuninck - Arkéa-B&B Hotels - XDS Astana Team - Bahrain-Victorious - Cofidis - Decathlon AG2R La Mondiale Team - EF Education-EasyPost - Groupama-FDJ - Ineos Grenadiers - Intermarché-Wanty - Movistar Team - Red Bull-BORA-hansgrohe - Soudal Quick-Step - Team Picnic-PostNL - Team Jayco AlUla - Team Visma \| Lease a Bike - UAE Team Emirates XRG ProTeams (7)- Uno-X Mobility - Lotto - Wagner Bazin WB - Israel-Premier Tech - Q36.5 Pro Cycling Team - Team Flanders-Baloise - Tudor Pro Cycling Team |
| |

### Lista startowa
| Team Visma \| Lease a Bike TVL                      | Team Visma \| Lease a Bike TVL | Team Visma \| Lease a Bike TVL |
| --------------------------------------------------- | ------------------------------ | ------------------------------ |
| Nr                                                  | Kolarz                         | Miejsce                        |
| 1                                                   | Matteo Jorgenson (USA)         | 4.                             |
| 2                                                   | Wout van Aert (BEL)            | 2.                             |
| 3                                                   | Tiesj Benoot (BEL)             | 3.                             |
| 4                                                   | Per Strand Hagenes (NOR)       | 88.                            |
| 5                                                   | Edoardo Affini (ITA)           | DNF                            |
| 6                                                   | Dylan van Baarle (NED)         | 23.                            |
| 7                                                   | Tosh Van der Sande (BEL)       | 84.                            |
| Dyrektor sportowy : Richard Plugge, Maarten Wynants |                                |                                |

| Intermarché-Wanty IWA                                  | Intermarché-Wanty IWA           | Intermarché-Wanty IWA |
| ------------------------------------------------------ | ------------------------------- | --------------------- |
| Nr                                                     | Kolarz                          | Miejsce               |
| 11                                                     | Biniam Girmay (ERI)             | 17.                   |
| 12                                                     | Arne Marit (BEL)                | DNF                   |
| 13                                                     | Vito Braet (BEL)                | 34.                   |
| 14                                                     | Roel van Sintmaartensdijk (NED) | 37.                   |
| 15                                                     | Hugo Page (FRA)                 | DNF                   |
| 16                                                     | Laurenz Rex (BEL)               | 28.                   |
| 17                                                     | Taco van der Hoorn (NED)        | DNF                   |
| Dyrektor sportowy : Frederik Veuchelen, Dimitri Claeys |                                 |                       |

| Lidl-Trek LTK                                   | Lidl-Trek LTK        | Lidl-Trek LTK |
| ----------------------------------------------- | -------------------- | ------------- |
| Nr                                              | Kolarz               | Miejsce       |
| 21                                              | Mads Pedersen (DEN)  | 5.            |
| 22                                              | Jonathan Milan (ITA) | DNF           |
| 23                                              | Jasper Stuyven (BEL) | 18.           |
| 24                                              | Edward Theuns (BEL)  | 62.           |
| 25                                              | Toms Skujiņš (LAT)   | DNF           |
| 26                                              | Alex Kirsch (LUX)    | DNS           |
| 27                                              | Tim Declercq (BEL)   | 81.           |
| Dyrektor sportowy : Michael Schär, Grégory Rast |                      |               |

| Lotto LOT                                            | Lotto LOT                    | Lotto LOT |
| ---------------------------------------------------- | ---------------------------- | --------- |
| Nr                                                   | Kolarz                       | Miejsce   |
| 31                                                   | Alec Segaert (BEL)           | 10.       |
| 32                                                   | Jenno Berckmoes (BEL)        | DNF       |
| 33                                                   | Sébastien Grignard (BEL)     | 77.       |
| 34                                                   | Joshua Giddings (GBR)        | 83.       |
| 35                                                   | Steffen De Schuyteneer (BEL) | 52.       |
| 36                                                   | Arjen Livyns (BEL)           | 8.        |
| 37                                                   | Brent Van Moer (BEL)         | 82.       |
| Dyrektor sportowy : Nikolas Maes, Kurt Van De Wouwer |                              |           |

| Groupama-FDJ GFC                                  | Groupama-FDJ GFC       | Groupama-FDJ GFC |
| ------------------------------------------------- | ---------------------- | ---------------- |
| Nr                                                | Kolarz                 | Miejsce          |
| 41                                                | Stefan Küng (SUI)      | 9.               |
| 42                                                | Lewis Askey (GBR)      | DNF              |
| 43                                                | Eddy Le Huitouze (FRA) | DNF              |
| 44                                                | Johan Jacobs (SUI)     | DNF              |
| 45                                                | Olivier Le Gac (FRA)   | DNF              |
| 46                                                | Valentin Madouas (FRA) | 90.              |
| 47                                                | Clément Russo (FRA)    | 50.              |
| Dyrektor sportowy : Marc Madiot, Frédéric Guesdon |                        |                  |

| UAE Team Emirates XRG UAD         | UAE Team Emirates XRG UAD      | UAE Team Emirates XRG UAD |
| --------------------------------- | ------------------------------ | ------------------------- |
| Nr                                | Kolarz                         | Miejsce                   |
| 51                                | Tim Wellens (BEL)              | DNF                       |
| 52                                | Filippo Baroncini (ITA)        | 71.                       |
| 53                                | Juan Sebastián Molano (COL)    | DNF                       |
| 54                                | Jhonatan Narváez (ECU) (szosa) | 66.                       |
| 55                                | Nils Politt (GER)              | DNF                       |
| 56                                | Rui Oliveira (POR)             | DNS                       |
| 57                                | Mikkel Bjerg (DEN)             | 21.                       |
| Dyrektor sportowy : Marco Marcato |                                |                           |

| Alpecin-Deceuninck ADC                                    | Alpecin-Deceuninck ADC      | Alpecin-Deceuninck ADC |
| --------------------------------------------------------- | --------------------------- | ---------------------- |
| Nr                                                        | Kolarz                      | Miejsce                |
| 61                                                        | Jasper Philipsen (BEL)      | DNF                    |
| 62                                                        | Tibor Del Grosso (NED)      | 6.                     |
| 63                                                        | Fabio Van den Bossche (BEL) | 39.                    |
| 64                                                        | Tobias Bayer (AUT)          | DNF                    |
| 65                                                        | Edward Planckaert (BEL)     | 56.                    |
| 66                                                        | Xandro Meurisse (BEL)       | DNF                    |
| 67                                                        | Jonas Rickaert (BEL)        | DNF                    |
| Dyrektor sportowy : Christoph Roodhooft, Frederik Willems |                             |                        |

| XDS Astana Team XAT                                   | XDS Astana Team XAT           | XDS Astana Team XAT |
| ----------------------------------------------------- | ----------------------------- | ------------------- |
| Nr                                                    | Kolarz                        | Miejsce             |
| 71                                                    | Alberto Bettiol (ITA) (szosa) | DNF                 |
| 72                                                    | Cees Bol (NED)                | 13.                 |
| 73                                                    | Alessandro Romele (ITA)       | DNF                 |
| 74                                                    | Davide Ballerini (ITA)        | 95.                 |
| 75                                                    | Max Kanter (GER)              | 96.                 |
| 76                                                    | Mike Teunissen (NED)          | 45.                 |
| 77                                                    | Davide Toneatti (ITA)         | DNF                 |
| Dyrektor sportowy : Stefano Zanini, Claudio Cucinotta |                               |                     |

| Uno-X Mobility UXM                                     | Uno-X Mobility UXM             | Uno-X Mobility UXM |
| ------------------------------------------------------ | ------------------------------ | ------------------ |
| Nr                                                     | Kolarz                         | Miejsce            |
| 81                                                     | Alexander Kristoff (NOR)       | DNF                |
| 82                                                     | Jonas Abrahamsen (NOR)         | DNF                |
| 83                                                     | Markus Hoelgaard (NOR) (szosa) | 26.                |
| 84                                                     | William Blume Levy (DEN)       | DNF                |
| 85                                                     | Anders Skaarseth (NOR)         | DNF                |
| 86                                                     | Rasmus Tiller (NOR)            | 11.                |
| 87                                                     | Søren Wærenskjold (NOR)        | DNF                |
| Dyrektor sportowy : Gino Van Oudenhove, Leonard Snoeks |                                |                    |

| EF Education-EasyPost EFE                        | EF Education-EasyPost EFE   | EF Education-EasyPost EFE |
| ------------------------------------------------ | --------------------------- | ------------------------- |
| Nr                                               | Kolarz                      | Miejsce                   |
| 91                                               | Neilson Powless (USA)       | 1.                        |
| 92                                               | Harry Sweeny (AUS)          | 40.                       |
| 93                                               | Marijn van den Berg (NED)   | 14.                       |
| 94                                               | Owain Doull (GBR)           | DNF                       |
| 95                                               | Mikkel Frølich Honoré (DEN) | 22.                       |
| 96                                               | Madis Mihkels (EST)         | DNF                       |
| 97                                               | Max Walker (GBR)            | DNF                       |
| Dyrektor sportowy : Ken Vanmarcke, Andreas Klier |                             |                           |

| Red Bull-Bora-Hansgrohe RBH                          | Red Bull-Bora-Hansgrohe RBH | Red Bull-Bora-Hansgrohe RBH |
| ---------------------------------------------------- | --------------------------- | --------------------------- |
| Nr                                                   | Kolarz                      | Miejsce                     |
| 101                                                  | Jordi Meeus (BEL)           | 43.                         |
| 102                                                  | Ryan Mullen (IRL)           | DNF                         |
| 103                                                  | Filip Maciejuk (POL)        | 92.                         |
| 104                                                  | Danny van Poppel (NED)      | DNF                         |
| 105                                                  | Laurence Pithie (NZL)       | DNF                         |
| 106                                                  | Mick van Dijke (NED)        | 15.                         |
| 107                                                  | Sam Welsford (AUS)          | 97.                         |
| Dyrektor sportowy : Heinrich Haussler, Roger Hammond |                             |                             |

| Ineos Grenadiers IGD                                | Ineos Grenadiers IGD   | Ineos Grenadiers IGD |
| --------------------------------------------------- | ---------------------- | -------------------- |
| Nr                                                  | Kolarz                 | Miejsce              |
| 111                                                 | Magnus Sheffield (USA) | 25.                  |
| 112                                                 | Tobias Foss (NOR)      | DNF                  |
| 113                                                 | Joshua Tarling (GBR)   | DNF                  |
| 114                                                 | Bob Jungels (LUX)      | 76.                  |
| 115                                                 | Ben Swift (GBR)        | 55.                  |
| 116                                                 | Samuel Watson (GBR)    | DNF                  |
| 117                                                 | Connor Swift (GBR)     | DNF                  |
| Dyrektor sportowy : Kurt Asle Arvesen, Ian Stannard |                        |                      |

| Arkéa-B&B Hotels ARK                                  | Arkéa-B&B Hotels ARK  | Arkéa-B&B Hotels ARK |
| ----------------------------------------------------- | --------------------- | -------------------- |
| Nr                                                    | Kolarz                | Miejsce              |
| 121                                                   | Luca Mozzato (ITA)    | DNF                  |
| 122                                                   | Arnaud Démare (FRA)   | 64.                  |
| 123                                                   | Amaury Capiot (BEL)   | DNF                  |
| 124                                                   | Giosuè Epis (ITA)     | DNF                  |
| 125                                                   | Léandre Lozouet (FRA) | 69.                  |
| 126                                                   | Miles Scotson (AUS)   | DNF                  |
| 127                                                   | Pierre Thierry (FRA)  | DNF                  |
| Dyrektor sportowy : Mickaël Delage, Sébastien Hinault |                       |                      |

| Cofidis COF                                            | Cofidis COF          | Cofidis COF |
| ------------------------------------------------------ | -------------------- | ----------- |
| Nr                                                     | Kolarz               | Miejsce     |
| 131                                                    | Piet Allegaert (BEL) | DNS         |
| 132                                                    | Bryan Coquard (FRA)  | 24.         |
| 133                                                    | Aimé De Gendt (BEL)  | 67.         |
| 134                                                    | Sam Maisonobe (FRA)  | 68.         |
| 135                                                    | Alexis Renard (FRA)  | 44.         |
| 136                                                    | Ludovic Robeet (BEL) | DNF         |
| 137                                                    | Nolann Mahoudo (FRA) | DNF         |
| Dyrektor sportowy : Thierry Marichal, Jimmy Engoulvent |                      |             |

| Soudal Quick-Step SOQ                                | Soudal Quick-Step SOQ     | Soudal Quick-Step SOQ |
| ---------------------------------------------------- | ------------------------- | --------------------- |
| Nr                                                   | Kolarz                    | Miejsce               |
| 141                                                  | Tim Merlier (BEL) (szosa) | 53.                   |
| 142                                                  | Yves Lampaert (BEL)       | 19.                   |
| 143                                                  | Paul Magnier (FRA)        | DNF                   |
| 144                                                  | Warre Vangheluwe (BEL)    | DNF                   |
| 145                                                  | Pascal Eenkhoorn (NED)    | 36.                   |
| 146                                                  | Casper Pedersen (DEN)     | 58.                   |
| 147                                                  | Bert Van Lerberghe (BEL)  | 38.                   |
| Dyrektor sportowy : Wilfried Peeters, Kevin Hulsmans |                           |                       |

| Movistar Team MOV                                      | Movistar Team MOV         | Movistar Team MOV |
| ------------------------------------------------------ | ------------------------- | ----------------- |
| Nr                                                     | Kolarz                    | Miejsce           |
| 151                                                    | Iván García Cortina (ESP) | 46.               |
| 152                                                    | Orluis Aular (VEN)        | 32.               |
| 153                                                    | Davide Cimolai (ITA)      | DNF               |
| 154                                                    | Manlio Moro (ITA)         | 94.               |
| 155                                                    | Mathias Norsgaard (DEN)   | 78.               |
| 156                                                    | Lorenzo Milesi (ITA)      | 54.               |
| 157                                                    | Gonzalo Serrano (ESP)     | 60.               |
| Dyrektor sportowy : Jürgen Roelandts, Leonardo Piepoli |                           |                   |

| Q36.5 Pro Cycling Team Q36                    | Q36.5 Pro Cycling Team Q36  | Q36.5 Pro Cycling Team Q36 |
| --------------------------------------------- | --------------------------- | -------------------------- |
| Nr                                            | Kolarz                      | Miejsce                    |
| 161                                           | Fabio Christen (SUI)        | 57.                        |
| 162                                           | Giacomo Nizzolo (ITA)       | 42.                        |
| 163                                           | David González López (ESP)  | DNF                        |
| 164                                           | Emīls Liepiņš (LAT) (szosa) | 59.                        |
| 165                                           | Rory Townsend (IRL)         | DNF                        |
| 166                                           | Nicolò Parisini (ITA)       | 48.                        |
| 167                                           | Jannik Steimle (GER)        | 86.                        |
| Dyrektor sportowy : Jens Zemke, Kurt Bogaerts |                             |                            |

| Decathlon-AG2R La Mondiale DAT                   | Decathlon-AG2R La Mondiale DAT        | Decathlon-AG2R La Mondiale DAT |
| ------------------------------------------------ | ------------------------------------- | ------------------------------ |
| Nr                                               | Kolarz                                | Miejsce                        |
| 171                                              | Pierre Gautherat (FRA)                | 12.                            |
| 172                                              | Dries De Bondt (BEL)                  | 7.                             |
| 173                                              | Sander De Pestel (BEL)                | 31.                            |
| 174                                              | Oscar Chamberlain (AUS)               | 73.                            |
| 175                                              | Gianluca Pollefliet (BEL)             | DNF                            |
| 176                                              | Sam Bennett (IRL)                     | DNF                            |
| 177                                              | Rasmus Søjberg Pedersen (DEN) (szosa) | 89.                            |
| Dyrektor sportowy : Julien Jurdie, Didier Jannel |                                       |                                |

| Team Jayco AlUla JAY                | Team Jayco AlUla JAY   | Team Jayco AlUla JAY |
| ----------------------------------- | ---------------------- | -------------------- |
| Nr                                  | Kolarz                 | Miejsce              |
| 181                                 | Max Walscheid (GER)    | 41.                  |
| 182                                 | Robert Donaldson (GBR) | DNF                  |
| 183                                 | Patrick Gamper (AUT)   | DNF                  |
| 184                                 | Jelte Krijnsen (NED)   | DNF                  |
| 185                                 | Kelland O’Brien (AUS)  | 35.                  |
| 186                                 | Elmar Reinders (NED)   | 85.                  |
| 187                                 | Jasha Sütterlin (GER)  | 80.                  |
| Dyrektor sportowy : Tristan Hoffman |                        |                      |

| Israel-Premier Tech IPT                                   | Israel-Premier Tech IPT | Israel-Premier Tech IPT |
| --------------------------------------------------------- | ----------------------- | ----------------------- |
| Nr                                                        | Kolarz                  | Miejsce                 |
| 191                                                       | Joseph Blackmore (GBR)  | 20.                     |
| 192                                                       | Riley Pickrell (CAN)    | DNF                     |
| 193                                                       | Matis Louvel (FRA)      | DNF                     |
| 194                                                       | Nadav Raisberg (ISR)    | DNF                     |
| 195                                                       | Riley Sheehan (USA)     | 65.                     |
| 196                                                       | Jake Stewart (GBR)      | DNF                     |
| 197                                                       | Tom Van Asbroeck (BEL)  | 29.                     |
| Dyrektor sportowy : Steve Bauer, Jonathan Patrick McCarty |                         |                         |

| Bahrain Victorious TBV           | Bahrain Victorious TBV    | Bahrain Victorious TBV |
| -------------------------------- | ------------------------- | ---------------------- |
| Nr                               | Kolarz                    | Miejsce                |
| 201                              | Matej Mohorič (SLO)       | 49.                    |
| 202                              | Fred Wright (GBR)         | 16.                    |
| 203                              | Roman Ermakov (RUS)       | DNF                    |
| 204                              | Alberto Bruttomesso (ITA) | DNF                    |
| 205                              | Andrea Pasqualon (ITA)    | 47.                    |
| 206                              | Vlad Van Mechelen (BEL)   | 51.                    |
| 207                              | Robert Stannard (AUS)     | DNF                    |
| Dyrektor sportowy : Michał Gołaś |                           |                        |

| Team Picnic-PostNL TPP                            | Team Picnic-PostNL TPP    | Team Picnic-PostNL TPP |
| ------------------------------------------------- | ------------------------- | ---------------------- |
| Nr                                                | Kolarz                    | Miejsce                |
| 211                                               | John Degenkolb (GER)      | 30.                    |
| 212                                               | Alexander Edmondson (AUS) | DNF                    |
| 213                                               | Timo Roosen (NED)         | DNF                    |
| 214                                               | Sean Flynn (GBR)          | DNF                    |
| 215                                               | Enzo Leijnse (NED)        | DNF                    |
| 216                                               | Tim Naberman (NED)        | DNF                    |
| 217                                               | Julius van den Berg (NED) | 74.                    |
| Dyrektor sportowy : Melvin Rullière, Pim Ligthart |                           |                        |

| Wagner Bazin WB WB2                                                | Wagner Bazin WB WB2     | Wagner Bazin WB WB2 |
| ------------------------------------------------------------------ | ----------------------- | ------------------- |
| Nr                                                                 | Kolarz                  | Miejsce             |
| 221                                                                | Quentin Bezza (FRA)     | DNF                 |
| 222                                                                | Ceriel Desal (BEL)      | 70.                 |
| 223                                                                | Michiel Lambrecht (BEL) | 72.                 |
| 224                                                                | Jens Reynders (BEL)     | 63.                 |
| 225                                                                | Kenneth Van Rooy (BEL)  | DNF                 |
| 226                                                                | Sasha Weemaes (BEL)     | DNF                 |
| 227                                                                | Loïc Vliegen (BEL)      | 79.                 |
| Dyrektor sportowy : Jean-Denis Vandenbroucke, Christophe Detilloux |                         |                     |

| Team Flanders-Baloise TFB                          | Team Flanders-Baloise TFB | Team Flanders-Baloise TFB |
| -------------------------------------------------- | ------------------------- | ------------------------- |
| Nr                                                 | Kolarz                    | Miejsce                   |
| 231                                                | Dylan Vandenstorme (BEL)  | 75.                       |
| 232                                                | Victor Vercouillie (BEL)  | DNF                       |
| 233                                                | Brem Deman (BEL)          | 91.                       |
| 234                                                | Tuur Dens (BEL)           | DNF                       |
| 235                                                | Vince Gerits (BEL)        | DNF                       |
| 236                                                | Vincent Van Hemelen (BEL) | 93.                       |
| 237                                                | Yentl Vandevelde (BEL)    | DNF                       |
| Dyrektor sportowy : Hans De Clercq, Andy Missotten |                           |                           |

| Tudor Pro Cycling Team TUD                        | Tudor Pro Cycling Team TUD | Tudor Pro Cycling Team TUD |
| ------------------------------------------------- | -------------------------- | -------------------------- |
| Nr                                                | Kolarz                     | Miejsce                    |
| 241                                               | Rick Pluimers (NED)        | 27.                        |
| 242                                               | Fabian Lienhard (SUI)      | 61.                        |
| 243                                               | Petr Kelemen (CZE)         | DNF                        |
| 244                                               | Arthur Kluckers (LUX)      | DNF                        |
| 245                                               | Alexander Krieger (GER)    | 33.                        |
| 246                                               | Marius Mayrhofer (GER)     | 87.                        |
| 247                                               | Aivaras Mikutis (LTU)      | DNF                        |
| Dyrektor sportowy : Bart Leysen, Morgan Lamoisson |                            |                            |

| Team Visma \| Lease a Bike TVL                      | Team Visma \| Lease a Bike TVL | Team Visma \| Lease a Bike TVL |
| --------------------------------------------------- | ------------------------------ | ------------------------------ |
| Nr                                                  | Kolarz                         | Miejsce                        |
| 1                                                   | Matteo Jorgenson (USA)         | 4.                             |
| 2                                                   | Wout van Aert (BEL)            | 2.                             |
| 3                                                   | Tiesj Benoot (BEL)             | 3.                             |
| 4                                                   | Per Strand Hagenes (NOR)       | 88.                            |
| 5                                                   | Edoardo Affini (ITA)           | DNF                            |
| 6                                                   | Dylan van Baarle (NED)         | 23.                            |
| 7                                                   | Tosh Van der Sande (BEL)       | 84.                            |
| Dyrektor sportowy : Richard Plugge, Maarten Wynants |                                |                                |

| Intermarché-Wanty IWA                                  | Intermarché-Wanty IWA           | Intermarché-Wanty IWA |
| ------------------------------------------------------ | ------------------------------- | --------------------- |
| Nr                                                     | Kolarz                          | Miejsce               |
| 11                                                     | Biniam Girmay (ERI)             | 17.                   |
| 12                                                     | Arne Marit (BEL)                | DNF                   |
| 13                                                     | Vito Braet (BEL)                | 34.                   |
| 14                                                     | Roel van Sintmaartensdijk (NED) | 37.                   |
| 15                                                     | Hugo Page (FRA)                 | DNF                   |
| 16                                                     | Laurenz Rex (BEL)               | 28.                   |
| 17                                                     | Taco van der Hoorn (NED)        | DNF                   |
| Dyrektor sportowy : Frederik Veuchelen, Dimitri Claeys |                                 |                       |

| Lidl-Trek LTK                                   | Lidl-Trek LTK        | Lidl-Trek LTK |
| ----------------------------------------------- | -------------------- | ------------- |
| Nr                                              | Kolarz               | Miejsce       |
| 21                                              | Mads Pedersen (DEN)  | 5.            |
| 22                                              | Jonathan Milan (ITA) | DNF           |
| 23                                              | Jasper Stuyven (BEL) | 18.           |
| 24                                              | Edward Theuns (BEL)  | 62.           |
| 25                                              | Toms Skujiņš (LAT)   | DNF           |
| 26                                              | Alex Kirsch (LUX)    | DNS           |
| 27                                              | Tim Declercq (BEL)   | 81.           |
| Dyrektor sportowy : Michael Schär, Grégory Rast |                      |               |

| Lotto LOT                                            | Lotto LOT                    | Lotto LOT |
| ---------------------------------------------------- | ---------------------------- | --------- |
| Nr                                                   | Kolarz                       | Miejsce   |
| 31                                                   | Alec Segaert (BEL)           | 10.       |
| 32                                                   | Jenno Berckmoes (BEL)        | DNF       |
| 33                                                   | Sébastien Grignard (BEL)     | 77.       |
| 34                                                   | Joshua Giddings (GBR)        | 83.       |
| 35                                                   | Steffen De Schuyteneer (BEL) | 52.       |
| 36                                                   | Arjen Livyns (BEL)           | 8.        |
| 37                                                   | Brent Van Moer (BEL)         | 82.       |
| Dyrektor sportowy : Nikolas Maes, Kurt Van De Wouwer |                              |           |

| Groupama-FDJ GFC                                  | Groupama-FDJ GFC       | Groupama-FDJ GFC |
| ------------------------------------------------- | ---------------------- | ---------------- |
| Nr                                                | Kolarz                 | Miejsce          |
| 41                                                | Stefan Küng (SUI)      | 9.               |
| 42                                                | Lewis Askey (GBR)      | DNF              |
| 43                                                | Eddy Le Huitouze (FRA) | DNF              |
| 44                                                | Johan Jacobs (SUI)     | DNF              |
| 45                                                | Olivier Le Gac (FRA)   | DNF              |
| 46                                                | Valentin Madouas (FRA) | 90.              |
| 47                                                | Clément Russo (FRA)    | 50.              |
| Dyrektor sportowy : Marc Madiot, Frédéric Guesdon |                        |                  |

| UAE Team Emirates XRG UAD         | UAE Team Emirates XRG UAD      | UAE Team Emirates XRG UAD |
| --------------------------------- | ------------------------------ | ------------------------- |
| Nr                                | Kolarz                         | Miejsce                   |
| 51                                | Tim Wellens (BEL)              | DNF                       |
| 52                                | Filippo Baroncini (ITA)        | 71.                       |
| 53                                | Juan Sebastián Molano (COL)    | DNF                       |
| 54                                | Jhonatan Narváez (ECU) (szosa) | 66.                       |
| 55                                | Nils Politt (GER)              | DNF                       |
| 56                                | Rui Oliveira (POR)             | DNS                       |
| 57                                | Mikkel Bjerg (DEN)             | 21.                       |
| Dyrektor sportowy : Marco Marcato |                                |                           |

| Alpecin-Deceuninck ADC                                    | Alpecin-Deceuninck ADC      | Alpecin-Deceuninck ADC |
| --------------------------------------------------------- | --------------------------- | ---------------------- |
| Nr                                                        | Kolarz                      | Miejsce                |
| 61                                                        | Jasper Philipsen (BEL)      | DNF                    |
| 62                                                        | Tibor Del Grosso (NED)      | 6.                     |
| 63                                                        | Fabio Van den Bossche (BEL) | 39.                    |
| 64                                                        | Tobias Bayer (AUT)          | DNF                    |
| 65                                                        | Edward Planckaert (BEL)     | 56.                    |
| 66                                                        | Xandro Meurisse (BEL)       | DNF                    |
| 67                                                        | Jonas Rickaert (BEL)        | DNF                    |
| Dyrektor sportowy : Christoph Roodhooft, Frederik Willems |                             |                        |

| XDS Astana Team XAT                                   | XDS Astana Team XAT           | XDS Astana Team XAT |
| ----------------------------------------------------- | ----------------------------- | ------------------- |
| Nr                                                    | Kolarz                        | Miejsce             |
| 71                                                    | Alberto Bettiol (ITA) (szosa) | DNF                 |
| 72                                                    | Cees Bol (NED)                | 13.                 |
| 73                                                    | Alessandro Romele (ITA)       | DNF                 |
| 74                                                    | Davide Ballerini (ITA)        | 95.                 |
| 75                                                    | Max Kanter (GER)              | 96.                 |
| 76                                                    | Mike Teunissen (NED)          | 45.                 |
| 77                                                    | Davide Toneatti (ITA)         | DNF                 |
| Dyrektor sportowy : Stefano Zanini, Claudio Cucinotta |                               |                     |

| Uno-X Mobility UXM                                     | Uno-X Mobility UXM             | Uno-X Mobility UXM |
| ------------------------------------------------------ | ------------------------------ | ------------------ |
| Nr                                                     | Kolarz                         | Miejsce            |
| 81                                                     | Alexander Kristoff (NOR)       | DNF                |
| 82                                                     | Jonas Abrahamsen (NOR)         | DNF                |
| 83                                                     | Markus Hoelgaard (NOR) (szosa) | 26.                |
| 84                                                     | William Blume Levy (DEN)       | DNF                |
| 85                                                     | Anders Skaarseth (NOR)         | DNF                |
| 86                                                     | Rasmus Tiller (NOR)            | 11.                |
| 87                                                     | Søren Wærenskjold (NOR)        | DNF                |
| Dyrektor sportowy : Gino Van Oudenhove, Leonard Snoeks |                                |                    |

| EF Education-EasyPost EFE                        | EF Education-EasyPost EFE   | EF Education-EasyPost EFE |
| ------------------------------------------------ | --------------------------- | ------------------------- |
| Nr                                               | Kolarz                      | Miejsce                   |
| 91                                               | Neilson Powless (USA)       | 1.                        |
| 92                                               | Harry Sweeny (AUS)          | 40.                       |
| 93                                               | Marijn van den Berg (NED)   | 14.                       |
| 94                                               | Owain Doull (GBR)           | DNF                       |
| 95                                               | Mikkel Frølich Honoré (DEN) | 22.                       |
| 96                                               | Madis Mihkels (EST)         | DNF                       |
| 97                                               | Max Walker (GBR)            | DNF                       |
| Dyrektor sportowy : Ken Vanmarcke, Andreas Klier |                             |                           |

| Red Bull-Bora-Hansgrohe RBH                          | Red Bull-Bora-Hansgrohe RBH | Red Bull-Bora-Hansgrohe RBH |
| ---------------------------------------------------- | --------------------------- | --------------------------- |
| Nr                                                   | Kolarz                      | Miejsce                     |
| 101                                                  | Jordi Meeus (BEL)           | 43.                         |
| 102                                                  | Ryan Mullen (IRL)           | DNF                         |
| 103                                                  | Filip Maciejuk (POL)        | 92.                         |
| 104                                                  | Danny van Poppel (NED)      | DNF                         |
| 105                                                  | Laurence Pithie (NZL)       | DNF                         |
| 106                                                  | Mick van Dijke (NED)        | 15.                         |
| 107                                                  | Sam Welsford (AUS)          | 97.                         |
| Dyrektor sportowy : Heinrich Haussler, Roger Hammond |                             |                             |

| Ineos Grenadiers IGD                                | Ineos Grenadiers IGD   | Ineos Grenadiers IGD |
| --------------------------------------------------- | ---------------------- | -------------------- |
| Nr                                                  | Kolarz                 | Miejsce              |
| 111                                                 | Magnus Sheffield (USA) | 25.                  |
| 112                                                 | Tobias Foss (NOR)      | DNF                  |
| 113                                                 | Joshua Tarling (GBR)   | DNF                  |
| 114                                                 | Bob Jungels (LUX)      | 76.                  |
| 115                                                 | Ben Swift (GBR)        | 55.                  |
| 116                                                 | Samuel Watson (GBR)    | DNF                  |
| 117                                                 | Connor Swift (GBR)     | DNF                  |
| Dyrektor sportowy : Kurt Asle Arvesen, Ian Stannard |                        |                      |

| Arkéa-B&B Hotels ARK                                  | Arkéa-B&B Hotels ARK  | Arkéa-B&B Hotels ARK |
| ----------------------------------------------------- | --------------------- | -------------------- |
| Nr                                                    | Kolarz                | Miejsce              |
| 121                                                   | Luca Mozzato (ITA)    | DNF                  |
| 122                                                   | Arnaud Démare (FRA)   | 64.                  |
| 123                                                   | Amaury Capiot (BEL)   | DNF                  |
| 124                                                   | Giosuè Epis (ITA)     | DNF                  |
| 125                                                   | Léandre Lozouet (FRA) | 69.                  |
| 126                                                   | Miles Scotson (AUS)   | DNF                  |
| 127                                                   | Pierre Thierry (FRA)  | DNF                  |
| Dyrektor sportowy : Mickaël Delage, Sébastien Hinault |                       |                      |

| Cofidis COF                                            | Cofidis COF          | Cofidis COF |
| ------------------------------------------------------ | -------------------- | ----------- |
| Nr                                                     | Kolarz               | Miejsce     |
| 131                                                    | Piet Allegaert (BEL) | DNS         |
| 132                                                    | Bryan Coquard (FRA)  | 24.         |
| 133                                                    | Aimé De Gendt (BEL)  | 67.         |
| 134                                                    | Sam Maisonobe (FRA)  | 68.         |
| 135                                                    | Alexis Renard (FRA)  | 44.         |
| 136                                                    | Ludovic Robeet (BEL) | DNF         |
| 137                                                    | Nolann Mahoudo (FRA) | DNF         |
| Dyrektor sportowy : Thierry Marichal, Jimmy Engoulvent |                      |             |

| Soudal Quick-Step SOQ                                | Soudal Quick-Step SOQ     | Soudal Quick-Step SOQ |
| ---------------------------------------------------- | ------------------------- | --------------------- |
| Nr                                                   | Kolarz                    | Miejsce               |
| 141                                                  | Tim Merlier (BEL) (szosa) | 53.                   |
| 142                                                  | Yves Lampaert (BEL)       | 19.                   |
| 143                                                  | Paul Magnier (FRA)        | DNF                   |
| 144                                                  | Warre Vangheluwe (BEL)    | DNF                   |
| 145                                                  | Pascal Eenkhoorn (NED)    | 36.                   |
| 146                                                  | Casper Pedersen (DEN)     | 58.                   |
| 147                                                  | Bert Van Lerberghe (BEL)  | 38.                   |
| Dyrektor sportowy : Wilfried Peeters, Kevin Hulsmans |                           |                       |

| Movistar Team MOV                                      | Movistar Team MOV         | Movistar Team MOV |
| ------------------------------------------------------ | ------------------------- | ----------------- |
| Nr                                                     | Kolarz                    | Miejsce           |
| 151                                                    | Iván García Cortina (ESP) | 46.               |
| 152                                                    | Orluis Aular (VEN)        | 32.               |
| 153                                                    | Davide Cimolai (ITA)      | DNF               |
| 154                                                    | Manlio Moro (ITA)         | 94.               |
| 155                                                    | Mathias Norsgaard (DEN)   | 78.               |
| 156                                                    | Lorenzo Milesi (ITA)      | 54.               |
| 157                                                    | Gonzalo Serrano (ESP)     | 60.               |
| Dyrektor sportowy : Jürgen Roelandts, Leonardo Piepoli |                           |                   |

| Q36.5 Pro Cycling Team Q36                    | Q36.5 Pro Cycling Team Q36  | Q36.5 Pro Cycling Team Q36 |
| --------------------------------------------- | --------------------------- | -------------------------- |
| Nr                                            | Kolarz                      | Miejsce                    |
| 161                                           | Fabio Christen (SUI)        | 57.                        |
| 162                                           | Giacomo Nizzolo (ITA)       | 42.                        |
| 163                                           | David González López (ESP)  | DNF                        |
| 164                                           | Emīls Liepiņš (LAT) (szosa) | 59.                        |
| 165                                           | Rory Townsend (IRL)         | DNF                        |
| 166                                           | Nicolò Parisini (ITA)       | 48.                        |
| 167                                           | Jannik Steimle (GER)        | 86.                        |
| Dyrektor sportowy : Jens Zemke, Kurt Bogaerts |                             |                            |

| Decathlon-AG2R La Mondiale DAT                   | Decathlon-AG2R La Mondiale DAT        | Decathlon-AG2R La Mondiale DAT |
| ------------------------------------------------ | ------------------------------------- | ------------------------------ |
| Nr                                               | Kolarz                                | Miejsce                        |
| 171                                              | Pierre Gautherat (FRA)                | 12.                            |
| 172                                              | Dries De Bondt (BEL)                  | 7.                             |
| 173                                              | Sander De Pestel (BEL)                | 31.                            |
| 174                                              | Oscar Chamberlain (AUS)               | 73.                            |
| 175                                              | Gianluca Pollefliet (BEL)             | DNF                            |
| 176                                              | Sam Bennett (IRL)                     | DNF                            |
| 177                                              | Rasmus Søjberg Pedersen (DEN) (szosa) | 89.                            |
| Dyrektor sportowy : Julien Jurdie, Didier Jannel |                                       |                                |

| Team Jayco AlUla JAY                | Team Jayco AlUla JAY   | Team Jayco AlUla JAY |
| ----------------------------------- | ---------------------- | -------------------- |
| Nr                                  | Kolarz                 | Miejsce              |
| 181                                 | Max Walscheid (GER)    | 41.                  |
| 182                                 | Robert Donaldson (GBR) | DNF                  |
| 183                                 | Patrick Gamper (AUT)   | DNF                  |
| 184                                 | Jelte Krijnsen (NED)   | DNF                  |
| 185                                 | Kelland O’Brien (AUS)  | 35.                  |
| 186                                 | Elmar Reinders (NED)   | 85.                  |
| 187                                 | Jasha Sütterlin (GER)  | 80.                  |
| Dyrektor sportowy : Tristan Hoffman |                        |                      |

| Israel-Premier Tech IPT                                   | Israel-Premier Tech IPT | Israel-Premier Tech IPT |
| --------------------------------------------------------- | ----------------------- | ----------------------- |
| Nr                                                        | Kolarz                  | Miejsce                 |
| 191                                                       | Joseph Blackmore (GBR)  | 20.                     |
| 192                                                       | Riley Pickrell (CAN)    | DNF                     |
| 193                                                       | Matis Louvel (FRA)      | DNF                     |
| 194                                                       | Nadav Raisberg (ISR)    | DNF                     |
| 195                                                       | Riley Sheehan (USA)     | 65.                     |
| 196                                                       | Jake Stewart (GBR)      | DNF                     |
| 197                                                       | Tom Van Asbroeck (BEL)  | 29.                     |
| Dyrektor sportowy : Steve Bauer, Jonathan Patrick McCarty |                         |                         |

| Bahrain Victorious TBV           | Bahrain Victorious TBV    | Bahrain Victorious TBV |
| -------------------------------- | ------------------------- | ---------------------- |
| Nr                               | Kolarz                    | Miejsce                |
| 201                              | Matej Mohorič (SLO)       | 49.                    |
| 202                              | Fred Wright (GBR)         | 16.                    |
| 203                              | Roman Ermakov (RUS)       | DNF                    |
| 204                              | Alberto Bruttomesso (ITA) | DNF                    |
| 205                              | Andrea Pasqualon (ITA)    | 47.                    |
| 206                              | Vlad Van Mechelen (BEL)   | 51.                    |
| 207                              | Robert Stannard (AUS)     | DNF                    |
| Dyrektor sportowy : Michał Gołaś |                           |                        |

| Team Picnic-PostNL TPP                            | Team Picnic-PostNL TPP    | Team Picnic-PostNL TPP |
| ------------------------------------------------- | ------------------------- | ---------------------- |
| Nr                                                | Kolarz                    | Miejsce                |
| 211                                               | John Degenkolb (GER)      | 30.                    |
| 212                                               | Alexander Edmondson (AUS) | DNF                    |
| 213                                               | Timo Roosen (NED)         | DNF                    |
| 214                                               | Sean Flynn (GBR)          | DNF                    |
| 215                                               | Enzo Leijnse (NED)        | DNF                    |
| 216                                               | Tim Naberman (NED)        | DNF                    |
| 217                                               | Julius van den Berg (NED) | 74.                    |
| Dyrektor sportowy : Melvin Rullière, Pim Ligthart |                           |                        |

| Wagner Bazin WB WB2                                                | Wagner Bazin WB WB2     | Wagner Bazin WB WB2 |
| ------------------------------------------------------------------ | ----------------------- | ------------------- |
| Nr                                                                 | Kolarz                  | Miejsce             |
| 221                                                                | Quentin Bezza (FRA)     | DNF                 |
| 222                                                                | Ceriel Desal (BEL)      | 70.                 |
| 223                                                                | Michiel Lambrecht (BEL) | 72.                 |
| 224                                                                | Jens Reynders (BEL)     | 63.                 |
| 225                                                                | Kenneth Van Rooy (BEL)  | DNF                 |
| 226                                                                | Sasha Weemaes (BEL)     | DNF                 |
| 227                                                                | Loïc Vliegen (BEL)      | 79.                 |
| Dyrektor sportowy : Jean-Denis Vandenbroucke, Christophe Detilloux |                         |                     |

| Team Flanders-Baloise TFB                          | Team Flanders-Baloise TFB | Team Flanders-Baloise TFB |
| -------------------------------------------------- | ------------------------- | ------------------------- |
| Nr                                                 | Kolarz                    | Miejsce                   |
| 231                                                | Dylan Vandenstorme (BEL)  | 75.                       |
| 232                                                | Victor Vercouillie (BEL)  | DNF                       |
| 233                                                | Brem Deman (BEL)          | 91.                       |
| 234                                                | Tuur Dens (BEL)           | DNF                       |
| 235                                                | Vince Gerits (BEL)        | DNF                       |
| 236                                                | Vincent Van Hemelen (BEL) | 93.                       |
| 237                                                | Yentl Vandevelde (BEL)    | DNF                       |
| Dyrektor sportowy : Hans De Clercq, Andy Missotten |                           |                           |

| Tudor Pro Cycling Team TUD                        | Tudor Pro Cycling Team TUD | Tudor Pro Cycling Team TUD |
| ------------------------------------------------- | -------------------------- | -------------------------- |
| Nr                                                | Kolarz                     | Miejsce                    |
| 241                                               | Rick Pluimers (NED)        | 27.                        |
| 242                                               | Fabian Lienhard (SUI)      | 61.                        |
| 243                                               | Petr Kelemen (CZE)         | DNF                        |
| 244                                               | Arthur Kluckers (LUX)      | DNF                        |
| 245                                               | Alexander Krieger (GER)    | 33.                        |
| 246                                               | Marius Mayrhofer (GER)     | 87.                        |
| 247                                               | Aivaras Mikutis (LTU)      | DNF                        |
| Dyrektor sportowy : Bart Leysen, Morgan Lamoisson |                            |                            |

Legenda: DNF – nie ukończył, OTL – przekroczył limit czasu, DNS – nie wystartował, DSQ – zdyskwalifikowany.

## Klasyfikacja generalna
| \| Klasyfikacja generalna \| Klasyfikacja generalna \| Klasyfikacja generalna \| Klasyfikacja generalna \| Klasyfikacja generalna \| \| Kolarz \| Kolarz \| Państwo \| Drużyna \| Czas \| \| ---------------------- \| ---------------------- \| ---------------------- \| -------------------------- \| ---------------------- \| \| 1. \| Neilson Powless \| Stany Zjednoczone \| EF Education-EasyPost \| 3h 57' 14" \| \| 2. \| Wout van Aert \| Belgia \| Team Visma \\| Lease a Bike \| + 0" \| \| 3. \| Tiesj Benoot \| Belgia \| Team Visma \\| Lease a Bike \| + 0" \| \| 4. \| Matteo Jorgenson \| Stany Zjednoczone \| Team Visma \\| Lease a Bike \| + 5" \| \| 5. \| Mads Pedersen \| Dania \| Lidl-Trek \| + 45" \| \| 6. \| Tibor Del Grosso \| Holandia \| Alpecin-Deceuninck \| + 45" \| \| 7. \| Dries De Bondt \| Belgia \| Decathlon-AG2R La Mondiale \| + 47" \| \| 8. \| Arjen Livyns \| Belgia \| Lotto \| + 47" \| \| 9. \| Stefan Küng \| Szwajcaria \| Groupama-FDJ \| + 47" \| \| 10. \| Alec Segaert \| Belgia \| Lotto \| + 47" \| |                  |                   |                            |            |
| |                  |                   |                            |            |
| Źródło: ProCyclingStats |                  |                   |                            |            |
| Klasyfikacja generalna |                  |                   |                            |            |
| Kolarz | Kolarz           | Państwo           | Drużyna                    | Czas       |
| 1. | Neilson Powless  | Stany Zjednoczone | EF Education-EasyPost      | 3h 57' 14" |
| 2. | Wout van Aert    | Belgia            | Team Visma \| Lease a Bike | + 0"       |
| 3. | Tiesj Benoot     | Belgia            | Team Visma \| Lease a Bike | + 0"       |
| 4. | Matteo Jorgenson | Stany Zjednoczone | Team Visma \| Lease a Bike | + 5"       |
| 5. | Mads Pedersen    | Dania             | Lidl-Trek                  | + 45"      |
| 6. | Tibor Del Grosso | Holandia          | Alpecin-Deceuninck         | + 45"      |
| 7. | Dries De Bondt   | Belgia            | Decathlon-AG2R La Mondiale | + 47"      |
| 8. | Arjen Livyns     | Belgia            | Lotto                      | + 47"      |
| 9. | Stefan Küng      | Szwajcaria        | Groupama-FDJ               | + 47"      |
| 10. | Alec Segaert     | Belgia            | Lotto                      | + 47"      |